# Дендрологический сад ВГМХА им. Н. В. Верещагина
Дендрологический сад ВГМХА им. Н. В. Верещагина — ландшафтный памятник природы, является структурным подразделением ФГБОУ ВО «Вологодская государственная молочнохозяйственная академия имени Н.В. Верещагина» и закреплен за кафедрой лесного хозяйства факультета агрономии и лесного хозяйства, расположился у деревни Маурино на территории Вологодского района недалеко от города Вологды. Природная ценность памятника заключается в разнообразии растительных форм. 

## История создания
Дендрарий, общей площадью – 12,5 гектар, расположился на берегу реки Козьма около деревни Маурино в Вологодском районе. Парк был заложен в учебных и научных целях. Датой открытия официально считают 16 июня 1999 года, день когда было проведено первое заседание по вопросу организации дендросада.
Несмотря на небольшой возраст, сад уже сейчас является научной, учебной и производственной базой, а также природной лабораторией для обучающихся на факультете Агрономии и лесного хозяйства, для подготовки инженеров-лесоводов.
Дендрологический сад - природный объект, который относится к особо охраняемым природным территориям. Дендрологический сад молочнохозяйственной академии с 2012 года является членом «Совета ботанических садов России» и в своей практической деятельности руководствуется принципами и правилами этого Совета.

## Особенности парка
Площадь Дендрологического сада составляет 12,5 гектар и размежевана дорожно-тропиночной сетью на четыре зоны по эколого-географическому принципу:
- Европейский Север и Скандинавия, Средняя полоса России;
- Сибирь, Дальний Восток, Япония и Китай;
- Европа, Крым, Кавказ и юг России, Средняя Азия;
- Северная Америка и Канада.

Территория сада с юга и востока граничит с речкой Козьмой, по берегам которой моно обнаружить естественную пойменную растительность ольхи серой, осины, ивы, березы и ели.
Сегодня коллекция древесно-кустарниковых растений представлена 300 видами и несколько десятков тысяч единиц растений. Почти половина - лиственные кустарники, а 35% - лиственные деревья. Богатое представительство имеют семейства Розоцветные, Сосновые и Кленовые. Созданы рядовые посадки из ели европейской и кедра сибирского, липы мелколистной, дуба черешчатого, сосны скрученной, клёна остролистного, туи западной, вяза гладкого, жимолости татарской, айвы японской, бересклета европейского, снежноягодника белого, сирени обыкновенной и других древесных и кустарниковых пород.

## Охрана
Задачей выделения памятника природы является сохранение биологических сообществ, а также создание условий для изучения растений в научно-практических целях. В перспективе Дендросад может стать интродукционным центром для Вологодской и соседних областей.
Охрану и уходом за природным памятником осуществляет Вологодская государственная молочнохозяйственная академия. 